# フォレスト・J・アッカーマン
フォーレスト・J・アッカーマン（Forrest J Ackerman 1916年11月24日 - 2008年12月4日）は、アメリカ人のSF/ホラー関連の編集者、版権代理人、作家。
また、SF/ホラーに関連する本（英語圏外も含む）、映画グッズなどの膨大な数のコレクターであり、彼の住居は「アッカーマンション」と呼ばれる個人ミュージアムとなっていた。
アッカーマンはまた、アメリカのSFファンダムの初期から長年に渡って活動したSFファンとしても非常に有名であり、フォーリー（Forry, 4e）、フォーレストJ（4SJ)、ミスターSFなどという愛称でも呼ばれた。1953年には、ヒューゴー賞のNumber 1 Fan Personality部門を受賞した。日本のSF関係者とも交流が深く、矢野徹との交友の深さは伝説的である。また、後にはワールドコン常連となった柴野拓美の親友となったが、あまり酒を飲めない（柴野本人は「自分は下戸ではなく量が飲めないだけ」と主張していた）柴野に気を使って柴野の前では全く飲酒せず、柴野は死ぬまでアッカーマンをアルコール・アレルギーだと思い込んでいた。しかし、ワールドコンのジャパン・パーティーでは、柴野の前以外では日本酒を愛飲していた。この機微に関しては宇宙塵メンバーで、ワールドコンにも参加していた者達の証言がほぼ一致しているが、これを文献的に残した物は無い様である。
言葉遊びが好きで新語も数々生み出しており、サイエンス・フィクションの略称として「SCI-FI（サイファイ）」を提唱した。
スティーブン・キングらが愛好したホラー映画専門雑誌『フェイマス・モンスターズ・オブ・フィルムランド』の編集者としても知られている。また、アッカーマン自身、SF小説も発表している。
多くのSF映画／テレビにカメオ出演し、また脚本担当やプロデューサーも務めていた。ラス・メイヤーへのリスペクト映画であるダブルD・アベンジャー にもゲスト出演している。
映画ブレードランナーに登場したロサンゼルスの有名な建物「ブラッドベリー・ビル」を設計した、ジョージ・H・ワイマンは祖父。
また、SF界でも有名なエスペラント支持者だった。

## 生涯
1916年11月24日、ロサンゼルスでフォーレスト・ジェームズ・アッカーマン (Forrest James Ackerman) として生まれる。ただし本人は1930年代からミドルネームをピリオドなしの"J"で表している。父はニューヨーク出身、母はオハイオ出身で、母の方が父より7歳年上だった。カリフォルニア大学バークレー校に約1年（1934年-1935年）だけ通い、映写技師として働き、1942年8月15日から3年間アメリカ陸軍に勤務した。
教師で翻訳家の Wendayne (Wendy) Wahrman (1912–1990) と結婚し、死別するまで添い遂げている。
アッカーマンは国際補助語のエスペラントを流暢に話し、かつて俳優のレオ・G・キャロルと腕を組み、ハリウッド大通りを歩きながらエスペラントの歌「ラ・エスペーロ」を歌ったことがあるという。

## 経歴とファンダム活動
1922年に映画 One Glorious Day に出会って衝撃を受け、1926年に初めてSF雑誌アメージング・ストーリーズを買い、1930年には The Boys' Scientifiction Club を結成した（Boysとあるのは、当時女性SFファンはユニコーンの角よりも珍しかったため）。1932年には世界初と言われているSFファンジン The Time Traveller に関わり、後にスーパーマンで名声を勝ち取ることになるシーゲルとシャスターが創刊したファンジン Science Fiction にも関わった。アッカーマンの名は Science Fiction 第3号に掲載された "The Reign of the Super-Man" の中にリポーターとして登場している。彼はロサンゼルス・サイエンス・ファンタジー協会 (LASFS) の初期会員の1人でもあり、数十年に渡って同協会で活発に活動した。
1939年には第1回ワールドコンに参加し、世界初のコスプレ（アッカーマンは "futuristicostume" と名付けた）をした。2回を除いて、アッカーマンは生涯全てのワールドコンに参加している。アッカーマンはロサンゼルスの繁華街のカフェテリアで毎週集まっていた Science Fiction League のロサンゼルス支部の集会にレイ・ブラッドベリを連れて行った。なお、この集まりが後にロサンゼルス・サイエンス・ファンタジー協会 (LASFS) となった。そこによく来ていた作家としては、ロバート・A・ハインライン、フレドリック・ブラウン、ヘンリー・カットナー、リイ・ブラケット、ジャック・ウィリアムスンらがいる。ブラッドベリは友人のレイ・ハリーハウゼンを伴って参加していた。1939年、ブラッドベリはアッカーマンから90ドルの資金援助を受け、Futuria Fantasia というファンジンを立ち上げている。
アッカーマンはSF映画、ファンタジー映画、ホラー映画などにゆかりのある品々を多数収集したコレクションを所有し、2002年までそれらを "Son of Ackermansion" と名付けた18部屋もある自宅兼博物館に収めていた（もともとの「アッカーマンション」は1950年代から1970年代まで住んでいた家で、現存しない）。この2代目アッカーマンションには30万冊の本と1951年から2002年まで収集した様々な映画とSF関連の品があった。アッカーマンはここで5万人ものファンを歓待し、ある夜などは186人のファンとプロの作家、さらには宇宙飛行士エドウィン・オルドリンまで訪れたことがある。アッカーマンはシアトルの Science Fiction Museum and Hall of Fame の役員でもあり、今ではそのコレクションの多くはそちらで展示している。
彼は20世紀前半のSF作家の多くと知り合いだった。版権代理人として200人の作家の代理人を務めていた。また、作家の死後も代理人を続け、アンソロジーなどに作品が掲載される場合の業務を行っていた。作家ではないがエド・ウッドの代理人も務めた。アッカーマンは同時代の若い作家の育成にも寄与しており、例えばレイ・ブラッドベリ、レイ・ハリーハウゼン、マリオン・ジマー・ブラッドリー、L・ロン・ハバードなどが彼の世話になっている。
作家としてのアッカーマンは50の小説を商業誌で発表している。A・E・ヴァン・ヴォークト、マリオン・ジマー・ブラッドリー、ドナルド・A・ウォルハイム、C・L・ムーアといった作家との合作もあるし、世界一短い1文字だけの短編小説という作品もある。その作品は6ヶ国語に翻訳されている。コミックのセクシーなキャラクターヴァンピレラの名付け親でもあり、そのコミックの原作も手がけている。
彼はまた "Laurajean Ermayne" というペンネームで Vice Versa という雑誌にレズビアン小説を書いたことがある。またレズビアン人権団体 Daughters of Bilitis の初期の広報活動を助けた。DOBのパーティでは「名誉レズビアン」と呼ばれた。
1958年から1983年まで Famous Monsters of Filmland という雑誌を発行し、SF映画、ファンタジー映画、ホラー映画の歴史を若い世代の読者に紹介した。多くの映画雑誌がスターを中心に扱っていたのに対して、アッカーマンは映画製作の現場で活躍するアーティストに注目した。そうしてアッカーマンは後のアーティストに大きな影響を与えた。例えば、ピーター・ジャクソン、スティーヴン・スピルバーグ、ティム・バートン、スティーヴン・キング、ビリー・ボブ・ソーントン、ジーン・シモンズ（キッス）、リック・ベイカー、ジョージ・ルーカス、ダニー・エルフマン、フランク・ダラボン、ジョン・ランディス、さらには無数の作家、監督、アーティスト、職人がこの雑誌に影響を受けた。
彼は世界中の映画雑誌にも寄稿していた。例えばアルゼンチンの雑誌 La Cosa: Cine Fantástico には4年間コラムを連載していた。
1960年代、アッカーマンはドイツのSFシリーズ「宇宙英雄ペリー・ローダン」シリーズの英語訳をアメリカで出版することを企画した。史上最も長い小説シリーズである。1967年から1977年までエース・ブックスで出版された。アッカーマンの妻はドイツ語も堪能で、ほとんどの翻訳を行った。アメリカ版の同シリーズは不定期に月1冊から月4冊まで出版された。後にエース・ブックスの経営方針が変わったため、ペリー・ローダンはドイツ版の126話までで打ち切られた（2話を1話にしたものや、飛ばしたエピソードがあるため、実際のアメリカ版の話数は118だった）。後にアッカーマンはドイツ版の127話から145話までを出版した。ちなみにドイツでは同シリーズは2007年に2400話を越え、今も続いている。

### 映画その他への出演
SF「B級映画」をこよなく愛したアッカーマンは、『ハウリング』や『イノセント・ブラッド』などモンスター映画やSF映画の端役を含めれば210以上の映画にカメオ出演している。マイケル・ジャクソンの「スリラー」のミュージックビデオにもカメオ出演している。
小説にも登場人物としてアッカーマンがでてくるものがいくつかある。デイヴィッド・マクダニエルの0011ナポレオン・ソロものの一作『ナポレオン・ソロ8／ソロ対吸血鬼』やフィリップ・ホセ・ファーマーの『淫獣の妖宴』には実名で登場している。ラリー・ニーヴンとジェリー・パーネルの合作『天使墜落』では、アッカーマンとアッカーマンションをモデルにした人物と家が登場する。
SF界をテーマにした2006年のドキュメンタリー映画 Finding the Future にはアッカーマンが出演しており、様々なことを語っている。2007年のドキュメンタリー映画 Famous Monster: Forrest J Ackerman はアッカーマンを対象にしたものだが、イギリスでしか放映・DVD販売されていない。

### 日本SF界との関わり
1953年、SF雑誌の投書欄で知り合った矢野徹をアメリカに招待し、半年間自宅に滞在させた。矢野はこの間に第11回ワールドコンPhilcon2に参加し、多くの編集者・作家の知遇を得た。
1977年5月、日本SF作家クラブはSF同人雑誌「宇宙塵」発刊20周年式典にアッカーマン夫妻を日本に招待した。スターログ日本語版でも氏のコレクションなどが紹介された。また、新田たつおのコミック『怪人アッカーマン』の個性的な主人公にアッカーマンの名前が使用されている。

## 死
アッカーマンは「100歳まで生きてSF界のジョージ・バーンズになる」と言っていた。しかし健康が衰え、2008年3月19日がMySpaceへの最後のログインとなった。友人やファンたちはメールで激励のメッセージを送った。同年11月6日ごろから早まった訃報が何回か伝えられた。ジョン・ランディスは後に「彼はかなり病状が悪化していたが、バラク・オバマに投票するまでは死ねないと語り、その通りに投票した」と語っている。
彼は2008年12月4日に亡くなった。

## 受賞歴
- ヒューゴー賞: Number 1 Fan Personality（1953年）
- ブラム・ストーカー賞 生涯功労賞（1996年）
- 世界幻想文学大賞生涯功労賞（2002年）

## 関連書籍
- 週刊少年マガジン増刊『アッカーマンSF博物館』（講談社、1978年7月）
- 石田一編著『フォーレスト・J・アッカーマン ホラーSFコレクション博物館』（キャッスルカンパニー、2009年8月）